# 布廖因蒙泰
布廖因蒙泰（義大利語：Buglio in Monte），是意大利松德里奥省的一个市镇。总面积27平方公里，人口2082人，人口密度77.1人/平方公里（2009年）。国家统计（ISTAT）代码为014010。